# Агафон Египетский
Агафо́н Еги́петский (др.-греч. Αγάθων αιγυπτιακές; умер около 435 года) — коптский святой, столпник, почитается в лике святых как преподобный. Память в православной церкви — 2 (15) марта.

## Жизнеописание
Родился в городе Тиннис (не путать с городом Тинис, который на момент жизни святого не существовал, на его месте в то время находилась деревня Са Эль-Хаджар). Родился в христианской семье. Прожил с родителями 40 лет, а затем удалился в пустыню, где прожил 10 лет и потом еще 50 лет прожил как столпник в Сакхе. Ввёл в богослужебную практику часы (до него читали лишь вечерню и полунощницу).
Из всех служителей Богу считал себя грешнейшим. Подвизался в Скитской пустыни Египта. Однажды к нему пришли иноки, задавая вопрос: «Ты ли тот Агафон?». Со смирением он ответил: «Видите перед собой грешного раба Божия». «Носится слух, что ты человек гордый и невоздержный», — продолжали иноки. «Совершенная правда», — согласился святой. — «Мы слышали, что ты лжец и любишь пересуживать других». «И это правда», — подтвердил святой Агафон. «Сверх того говорят, что ты еретик?» — не отступали иноки. Они получили моментальное возражение: «Напрасно, я не еретик». Тогда же они спросили преподобного, почему он отрекся от последнего, святой объяснил: «Тех пороков и нельзя не приписывать себе, потому что всякому человеку свойственно погрешать, и все мы, по испорченной природе нашей, невольно увлекаемся пороками, а ересь есть богоотступничество, самовольное отречение от Истины Божией». На вопрос о том, какие подвиги важнее для спасения, внешние или внутренние, Агафон ответил: «Человек подобен дереву; внешнее или телесное занятие приносит листья, а душевное произращает плод. Но так как Священное Писание уверяет, что „всякое дерево, не приносящее доброго плода, срубают и бросают в огонь“ (Мф. 3, 10), то исходя из этих слова понятно, что почти всё своё внимание лучше следует обращать на свой плод. Дерево также имеет нужду в листьях, для сохранения жизненных соков и чтобы тень листьев подавала защиту дереву и плодам, от иссушающего зноя»
Преподобный Агафон умер около 435 года, по утверждениям некоторых источников — в столетнем возрасте. На протяжении нескольких дней святой сидел молча, сосредоточенно всматриваясь во что-то. На вопрос иноков о том, куда он смотрит, он ответил, что видит себя на Суде перед Христом. «И ты ли, отче, боишься суда?» — спрашивали его. «Я по силе моей исполнял законы Господни, но как человек могу ли быть уверен, что угодно Богу моё дело?» — «Разве ты не надеешься на добрые твои дела, которые ты сотворил, угождая Богу?» — упорно спрашивали иноки. «Не надеюсь до тех пор, пока не увижу Бога. Одно дело суд человеческий, а другое дело суд Божий». Сразу же после этих слов он отошёл ко Господу.